# Lamiya Valiyeva
Pour les articles homonymes, voir Valiyev.
Lamiya Valiyeva, née le 5 avril 2002, est une athlète handisport azerbaïdjanaise concourant dans la catégorie T13 pour les athlètes avec une déficience visuelle.

## Carrière
La première compétition de Valieva a lieu en novembre 2015 à Konya, en Turquie. Lors de ce tournoi, Valiyeva gagne la première place au 100 mètres et au relais.
En 2016, elle prend la 5e place au tournoi en salle Minsk Christmas Starts parmi les filles de moins de 20 ans dans la ville de Minsk dans la course de 60 m. En juillet 2017, elle participe au XIVe Festival olympique de la jeunesse européenne d'été à Győr : dans la course. Course de 100 m Avec un résultat de 25,68 s, elle termine 4e dans la deuxième manche des demi-finales, et au relais 4x100, elle prend également la 4e place dans la deuxième manche des demi-finales.
En janvier 2018, elle devient championne de la ville de Bakou sur 400 m en salle. 
En février 2019, Valiyeva devient médaillée d'argent du championnat d'Azerbaïdjan du 200 m en salle et championne du 400 m.
En août 2019, elle remporte une médaille de bronze dans la troisième ligue du Championnat d'Europe par équipes à Skopje au relais 4x100 m.
2020 Valieva est championne nationale du 60, du 200 et en salle. 
Lamiya Valiyeva est vainqueuse et médaillé d'argent des Jeux paralympiques d'été de 2020 à Tokyo dans les courses de 400 et 100 m.
En juin 2021, Lamiya occupe la troisième place de la finale des 2 Jeux Balkaniques en Serbie. 
En 2022 Lamiya obtient le titre de Maître honoré des sports de la République d'Azerbaïdjan.
Aux Jeux paralympiques d'été de 2021 à Tokyo, Lamiya Valiyeva devient la première de la finale du 400 m, parcourant la distance en 55,00 secondes et battant le record des Jeux paralympiques. Aux mêmes jeux, Valieva a remporté l'argent au 100 m,
De plus, aux Championnats du monde 2023, elle a établi un record du tournoi au 100 m, en parcourant la distance en 11,89 secondes.
En juillet 2023, aux Championnats du monde d'athlétisme (IPC) 2023 à Paris, elle devient championne du monde dans la catégorie 100 mètres T13, décrochant également une licence pour les Jeux paralympiques de 2024.
Aux Jeux paralympiques d'été de 2020, elle remporte la médaille d'argent du 100 m T13 en 11 s 99 puis l'or sur le 400 m T13 en 55 s 00, nouveau record paralympique de la distance.
En 2024, Valiyeva devient championne paralympique pour la deuxième fois en complétant les 100 mètres en 11,76 secondes lors de la finale des Jeux Paralympiques d'été tenus à Paris. Elle établit également un nouveau record du monde avec cette performance, surpassant le précédent meilleur temps de Leila Adjametova de 11,79 secondes aux Paralympiques de Rio 2016.

## Palmarès
| Date | Compétition        | Lieu  | Place | Course | Temps   |
| ---- | ------------------ | ----- | ----- | ------ | ------- |
| 2021 | Jeux paralympiques | Tokyo | 1re   | 400 m  | 55 s 00 |
| 2021 | Jeux paralympiques | Tokyo | 2e    | 100 m  | 11 s 99 |
| 2024 | Jeux paralympiques | Paris | 1re   | 100 m  | 11 s 76 |
| 2024 | Jeux paralympiques | Paris | 2e    | 400 m  | 55 s 09 |

Lamiya Valiyeva est décorée de l'Ordre de la Gloire par le président de l'Azerbaïdjan, Ilham Aliyev, le 10 septembre 2024, pour ses réalisations exceptionnelles aux Jeux paralympiques d'été de 2024 et ses contributions au développement du sport azerbaïdjanais. Le président décerne également une récompense de 200 000 manats pour la première place et de 100 000 manats pour la deuxième place aux lauréats des Jeux Paralympiques, par un décret daté du même jour.